# Leo Taubmann
Leo Taubmann (Königsberg (avui Kaliningrad), 20 d'abril, 1907 - Manhattan (Nova York), el juliol de 1966), va ser un pianista i acompanyant alemany al qual se li va prohibir exercir a l'Alemanya de Hitler i va haver d'emigrar als EUA.

## Vida i treball
Com a jueu, a Taubmann se li va prohibir treballar a l'estat nazi el 1933. L'agost de 1935 va ser expulsat de la Cambra de Música del Reich. Després d'això només va poder aparèixer dins de l'escena cultural jueva, per exemple a l'Associació Cultural Jueva de Berlín i Hamburg. Un d'aquests concerts va ser una nit de cançons i àries a Hamburg el 1936 amb Sabine Kalter amb obres de Meyerbeer, Verdi, Saint-Saëns, Mendelssohn Bartholdy, Schumann i Robert Franz. El 20 de març de 1937 va acompanyar el cantant en un recital a Berlín, aquesta vegada amb obres de Verdi, Saint-Saëns, Meyerbeer i Dvořák. Ha d'haver passat molt de temps a Viena, perquè a la Informació austríaca (Volum 36, Número 7/8) figura com un destacat representant dels jueus vienesos, entre Richard Tauber i Bruno Walter. Va poder emigrar als Estats Units a temps.
Els anys 1956 i 1960 va ser contractat com a acompanyant de cançons al Festival de Salzburg, per a concerts amb Cesare Siepi i Cesare Valletti, als quals també va acompanyar en un recital al "Town Hall" de Nova York. El Concert de Cesare Siepi, també editat discogràficament, incloïa obres de Mozart, Rossini, Schumann, Verdi, Gomes, Boito i Ravel. Taubmann també va acompanyar una sèrie d'altres cantants coneguts, com George London, Birgit Nilsson, Yannula Pappas, Suzanne Sten i Lucretia West.També va ensenyar.